# Рокета Нервина
Рокета Нервина (итал. Rocchetta Nervina) је насеље у Италији у округу Империја, региону Лигурија.
Према процени из 2011. у насељу је живело 268 становника. Насеље се налази на надморској висини од 219 м.

## Становништво
Према резултатима пописа становништва 2011. у општини је живело 272 становника.
| 1931. | 1936. | 1951. | 1961. | 1971. | 1981. | 1991. | 2001. | 2011. |
| ----- | ----- | ----- | ----- | ----- | ----- | ----- | ----- | ----- |
| 632   | 576   | 520   | 444   | 349   | 284   | 276   | 259   | 272   |